# Sieradz
Sieradz (latim: Syradia) é um município da Polônia, na voivodia de Łódź e no condado de Sieradz. Estende-se por uma área de 51,22 km², com 42 120 habitantes, segundo os censos de 2019, com uma densidade de 822,3  hab/km².

## Educação
- Nauczycielskie Kolegium Języków Obcych em Sieradz - Colégio para o ensino de língua estrangeira;
- Wyższa Szkoła Humanistyczno-Ekonomiczna em Sieradz;
- Wyższa Szkoła Kupiecka de Łódź, filial em Sieradz.

## Política

### Distrito eleitoral de Sieradz
Membros do Parlamento (Sejm) eleitos a partir do distrito eleitoral de Sieradz:
- Anita Błochowiak, SLD-UP
- Waldemar Borczyk, Samoobrona
- Tadeusz Gajda, PSL
- Cezary Grabarczyk, PO
- Krystyna Grabicka, LPR
- Michał Kaczmarek, SLD-UP
- Piotr Krzywicki, PiS
- Irena Nowacka, SLD-UP
- Wojciech Olejniczak, SLD-UP
- Andrzej Pęczak, SLD-UP
- Renata Rochnowska, Samoobrona
- Wojciech Zarzycki, PSL

## Governantes históricos

### Duques de Sieradz-Łęczyca
- 1228-1232 Henrique I, o Barbudo (Henryk I Brodaty)
- 1232-1233 Conrado da Mazóvia (Konrad Mazowiecki)
- 1234-1247 Conrado da Mazóvia (Konrad Mazowiecki)
- 1247-1260 Casimiro I da Mazóvia (Kazimierz I Mazowiecki)
- 1260-1275 Lesco, o Negro (Leszek Czarny)
- 1275-1294 divisão em dois ducados de Sieradz e Łęczyca (abaixo)
- 1294-1297 Ladislau III, o Baixo (Władysław Łokietek)
- 1297-1305 Venceslau II da Boêmia (Wacław II Czeski)

depois de 1305 parte do Reino da Polônia inicialmente como dois ducados vassalos, mais tarde incorporados como voivodia de Łęczyca e voivodia de Sieradz.

### Duques de Sieradz
- 1233-1234 Boleslau I da Mazóvia (Bolesław I Mazowiecki)
- 1275-1288 Leszek, o Negro (Leszek Czarny)
- 1288-1294 Ladislau III, o Baixo (Władysław Łokietek )
- 1327-1339 Premislau da Cujávia (Przemysł Kujawski)

Depois de 1305 parte do Reino da Polônia como um ducado vassalo, depois de 1339 incorporado pelo rei Casimiro III, o Grande como voivodia de Sieradz.